# 17088 Giupalazzolo
17088 Giupalazzolo este un asteroid din centura principală de asteroizi.

## Descriere
17088 Giupalazzolo este un asteroid din centura principală de asteroizi. A fost descoperit pe 10 mai 1999 la Socorro, New Mexico, în cadrul proiectului LINEAR. Asteroidul prezintă o orbită caracterizată de o semiaxă mare de 2,57 ua, o excentricitate de 0,10 și o înclinație de 4,0° în raport cu ecliptica.